# Vigneux-de-Bretagne

Localització de Vigneux-de-Bretagne

Vigneux-de-Bretagne (en bretó Gwinieg-Breizh) és un municipi francès, situat a la regió de país del Loira, al departament de Loira Atlàntic, que històricament ha format part de la Bretanya. L'any 2006 tenia 5.165 habitants. Limita amb els municipis de Notre-Dame-des-Landes, Treillières, Orvault, Sautron, Saint-Etienne-de-Montluc, Cordemais, Le Temple-de-Bretagne i Fay-de-Bretagne.

## Demografia
| 1962                                       | 1968  | 1975  | 1982  | 1990  | 1999  |
| ------------------------------------------ | ----- | ----- | ----- | ----- | ----- |
| 1.911                                      | 1.926 | 2.274 | 3.183 | 4.026 | 4.712 |
| Des de 1962: població sense dobles comptes |       |       |       |       |       |

## Administració
| Període   | Identitat       | Partit |
| --------- | --------------- | ------ |
| 2001-2008 | Claude Ménager  |        |
| 2008-     | Philippe Trotté | PS     |